# Zelotes lapiazi
Espèce
Zelotes lapiazi est une espèce d'araignées aranéomorphes de la famille des Gnaphosidae.

## Distribution
Cette espèce est endémique de la région Casablanca-Settat au Maroc,. Elle se rencontre dans la province de Sidi Bennour vers Zaouiat ben Iffou.

## Description
La femelle holotype mesure 7,60 mm, les femelles mesurent de 6,20 à 7,90 mm.

## Systématique et taxinomie
Cette espèce a été décrite par Lecigne en 2025.

## Étymologie
Son nom d'espèce lui a été donné en référence au lieu de sa découverte, du lapiaz.

## Publication originale
- Lecigne, Moutaouakil & Lips, 2025 : « Contribution to the knowledge of the spider fauna of Morocco (Arachnida: Araneae) – second note. On new species and new records from caves and miscellaneous terrestrial ecosystems. » Journal of the Belgian Arachnological Society, vol. 40, no 1 supplement, p. 1-184.